# 人民芸術家
人民芸術家（じんみんげいじゅつか、ロシア語: наро́дный арти́ст）は、ソ連やソビエト連邦構成共和国、共産圏の国々などで芸術家に与えられた栄誉称号である。国民芸術家や国家芸術家と訳されることもある。ソビエト連邦の崩壊後も現在まで制度が継続されている国も多い。また、これらの国では、人民芸術家より下位の称号として功労芸術家（こうろうげいじゅつか、ロシア語: заслу́женный арти́ст）があることが多い。

## 人民芸術家

### ソヴィエト連邦人民芸術家・ロシア人民芸術家
ソヴィエト連邦の人民芸術家はソ連人民芸術家を参照。ロシア連邦における人民芸術家はロシア人民芸術家を参照のこと。

## 国家芸術家

### タイ王国国家芸術家
タイ王国国家芸術家を参照。

### トルコ国家芸術家
トルコ最高位の芸術家称号についてはトルコ国家芸術家と日本語訳されている。主な受称者としては、トルコ人歌手で2000年代初頭に日本公演歴もあるキャニー・ガラシャが知られる。

### フィリピン国家芸術家
フィリピンでは同国芸術家最高位の称号を国家芸術家、国民芸術家と日本語訳されることが多い。本節では国家芸術家の表記で統一する。2006年代にはフィリピン大統領選挙でグロリア・アロヨの対立候補となったフェルナンド・ポー・ジュニアが同国国家文化芸術委員会において国家芸術家候補として浮上したことが当時日本でも報じられている。当時、一部日本報道では当人は2004年に亡くなっており、当時のフィリピン情報筋の観測として、妻のスーザン・ロセスが拒否するとの見方を伝えていたが、その後、正式に授与されている。